# Pfingstmarsch
Mit dem Begriff Pfingstmarsch werden hauptsächlich von der Anti-Atomkraft-Bewegung in Analogie zu den von der Friedensbewegung organisierten Ostermärschen veranstaltete Protestveranstaltungen bezeichnet. Einer der ersten Pfingstmärsche in diesem Zusammenhang war die Wanderung von 10.000 Menschen zum Baugelände des damals geplanten Kernkraftwerk Gösgen (CH) im Jahr 1977.
Weitere Zeugnisse von Pfingstmärschen sind
- der Konflikt um einen Aufmarsch von 500.000 Mitgliedern der Freien Deutschen Jugend der DDR (FDJ) vor dem Brandenburger Tor im Jahr 1950[4]
- Herbert Stubenrauch, der schon an der Organisation der ersten Ostermärsche beteiligt war, berichtete davon, dass er 1964 „als Delegierter des Ostermarsches der BRD am legendären Pfingst-Marsch von Marathon nach Athen teil[nahm], auf dem mehr als 300.000 griechische Genossen gegen Aufrüstung und Militarisierung protestierten. Die außerparlamentarische Bewegung gegen die herrschende Politik war in Europa und in den USA mittlerweile international geworden.“[5]
- der Widerstand gegen das in Wyhl am Kaiserstuhl in Baden-Württemberg (D) geplante Kernkraftwerk Wyhl in den 1970er Jahren[6]
- der Kampf und Widerstand gegen den Bau und die Inbetriebnahme des Kernkraftwerk Fessenheim (Elsass).